# Hydrant

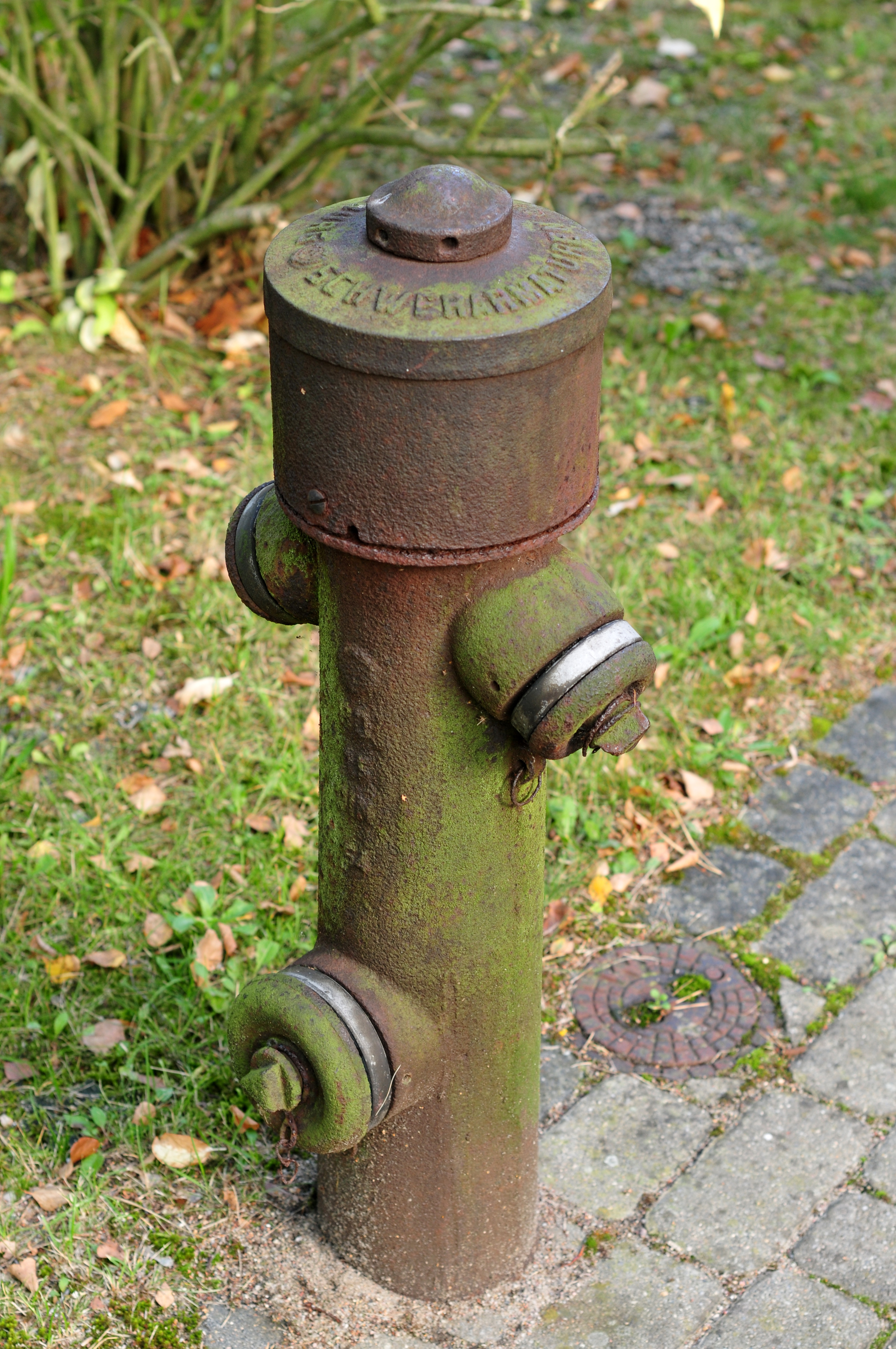
Überflurhydrant

Ein Hydrant (von altgriechisch ὕδωρ hydōr „Wasser“) ist eine Armatur zur Entnahme von Wasser aus einem Wasserverteilungssystem.
Wasserversorger nutzen in regelmäßigen Abständen (in Wohngebieten üblicherweise 100 bis 150 Meter) eingerichtete Hydranten als Teil der zentralen Löschwasserversorgung von Städten und Gemeinden. Sie ermöglichen der Feuerwehr, aber auch öffentlichen (z. B. Straßenmeisterei, kommunale Betriebe) und privaten (z. B. Straßenreinigungsfirmen, Zeltfestveranstaltern) Nutzern die Wasserentnahme aus dem öffentlichen Wasserleitungsnetz (Sammelwasserversorgung). Zusätzlich dienen Hydranten zur Wartung von Rohrleitungen: zum Spülen, zum Entlüften oder zum Entspannen (Druck ablassen). Beim Ausfall eines Leitungsabschnittes sind sie dafür gedacht, Notverbindungen mit Schläuchen herzustellen. Spezielle Hinweisschilder weisen im öffentlichen Raum auf Unterflurhydranten hin.
Der Begriff ist auch für Entnahmestellen von anderen Flüssigkeiten, beispielsweise Kerosin aus einer Pipeline, üblich.

## Geschichte
Vor dem Bau von Wasserleitungen waren Brunnen und Gewässer oft die einzige Trinkwasserquelle und dienten auch der Brandbekämpfung. Allerdings wurden dazu viele Eimer und Personen benötigt. Die in Dörfern und Städten für die Sicherheit der Bürger verantwortlichen Verwaltungen hatten frühzeitig das Verhalten im Brandfall in Feuer-Ordnungen festgeschrieben. So heißt es beispielsweise in der im Jahr 1764 veröffentlichten „Feuer-Ordnung der Hochfürstlichen Anhaltischen Residenzstadt Dessau“:

„(6.) Damit es auch an denen zum Löschen benötigten Eimern nicht fehlen möge, soll jedes Brauhaus sechs und jedes Budenhaus drei Feuereimer […] in gutem Stande zu haben schuldig sein. Dafern aber ein Hausbesitzer diese gehörige Zahl nicht hätte, solle der Rat dafür Sorge tragen, dass jene die Eimer zu einem billigeren Preise bekommen können.“

Zur Weiterleitung von Wasser zu bewohnten Siedlungen verlegte man bereits frühzeitig auch im Boden versenkte, hölzerne Rohre, als Pipen bezeichnet. Eine solche frühe Anlage ist etwa aus Augsburg um das Jahr 1410 überliefert. Die längs durchbohrten Baumstämme transportierten das Wasser ohne Druck ausschließlich mittels Gefälle. So waren die erreichbaren Stellen der Rohre für eine Brandbekämpfung schlecht geeignet. Wenn diese Stellen durch Anbohren von oben entstanden waren, wurden sie nach Benutzung mit einem längeren Holzstopfen wieder verschlossen, der von der Straßendecke aus sichtbar blieb. Diese Methode gilt als Vorläufer der heute gebräuchlichen „Hydrantenleitungen“.
Die Entwicklung von Feuerspritzen, also handbetriebener Wasserpumpen, löste die Eimerkette langsam ab. Da die Wasserentnahmemöglichkeiten nicht überall in bewohnten Orten gegeben waren, entwickelte man Sturmfässer zur Zwischenlagerung von Wasser. Dabei lobten Ratsherren Prämien für denjenigen Pferdebesitzer aus, der im Brandfall mit seinem Wagen als erster am Standort der Sturmfässer eintraf und diese dann zum Brandherd transportierte. Auch wurden Regenwasserzisternen zur Wasserbevorratung genutzt oder künstliche Löschwasserteiche angelegt, deren Lage am Straßenrand markiert wurde. Zum Teil wurden Hochbehälter errichtet, wenn deren Befüllung durch Pumpen möglich war.
Eine große Erleichterung brachten die ersten fest verlegten metallenen Wasserleitungen mit ständig verfügbaren Entnahmestellen. Diese erhielten die Bezeichnung Hydrant. Dabei halten mit Dampfpumpen oder später elektrischen Pumpen befüllte Wassertürme oder höher gelegene Reservoirs den notwendigen Wasserdruck hydrostatisch aufrecht. So wurden um das Jahr 1850 in Wien die ersten Hydranten, noch als Feuerwechsel bezeichnet, aufgestellt. Damit kann Wasser schneller und mit geringerem Aufwand zur Verfügung gestellt werden.
Eine ähnliche Vorrichtung zur leichteren Wasserentnahme war der Wasserkasten nach Lambert von 1849, heute würde dieser als Unterflurhydrant bezeichnet.
Die Wassergewinnung und Wasserversorgung gehören ebenso zur Wasserbereitstellung von Hydranten wie der Schutz des Wassers. Es sind technische Maßnahmen zu ergreifen, um ein Rückfließen von entnommenem Wasser in das Trinkwassernetz zu verhindern. Dies war hin und wieder vorgekommen, seit einigen Jahren wird jedoch sehr viel Wert auf die Verhinderung dessen gelegt. Dies fand sich auch in der im Jahr 2001 novellierten Trinkwasserverordnung wieder.

## Überflurhydrant

### Überblick

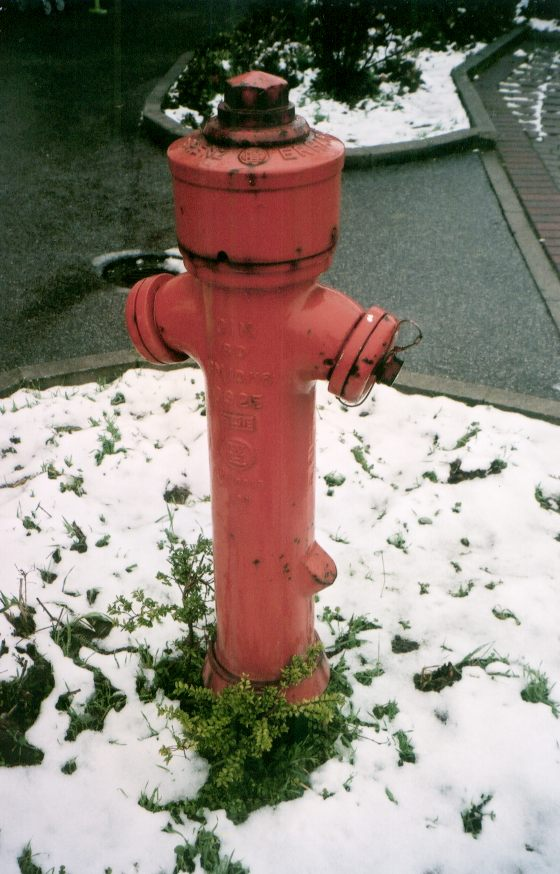
Überflurhydrant ohne Fallmantel

Der Überflurhydrant (in Österreich Oberflurhydrant) ist oberirdisch fest installiert und hat mehrere Abgänge mit genormten Kupplungen, üblicherweise in der Nenngröße B oder C und seltener auch A. Dies ist auch abhängig vom Innendurchmesser der Zuleitung. Der A-Abgang wird meist in der Industrie und bei größeren Wohnanlagen benutzt, um größere Wassermengen aus dem Netz entnehmen zu können. An diesen A-Abgang dürfen keine A-Saugschläuche angeschlossen werden, da unter ungünstigen Umständen im Rohrnetz ein Unterdruck entstehen könnte und es damit zu Schäden im Rohrnetz kommen könnte. Für die Feuerwehr ist die Fördermenge des Hydranten von Bedeutung. Als Faustformel ergibt sich die Fördermenge in Liter/Minute für den Überflurhydranten aus dem 12- bis 15-fachen des Nenndurchmessers (zum Beispiel H100: min. 1200 l/min bis max. 1500 l/min).
Vorteil von Überflurhydranten ist ihre Sichtbarkeit, durch die sie im Notfall schnell aufgefunden werden können, zudem können sie nicht so leicht durch abgestellte Fahrzeuge verdeckt werden wie Unterflurhydranten. Nachteilig ist die schwierigere Positionierung, da sie ein Verkehrshindernis darstellen und daher nicht überall aufgestellt werden können, auch die Gefahr der Beschädigung durch Fahrzeuge ist gegeben.

### Fallmantelhydrant

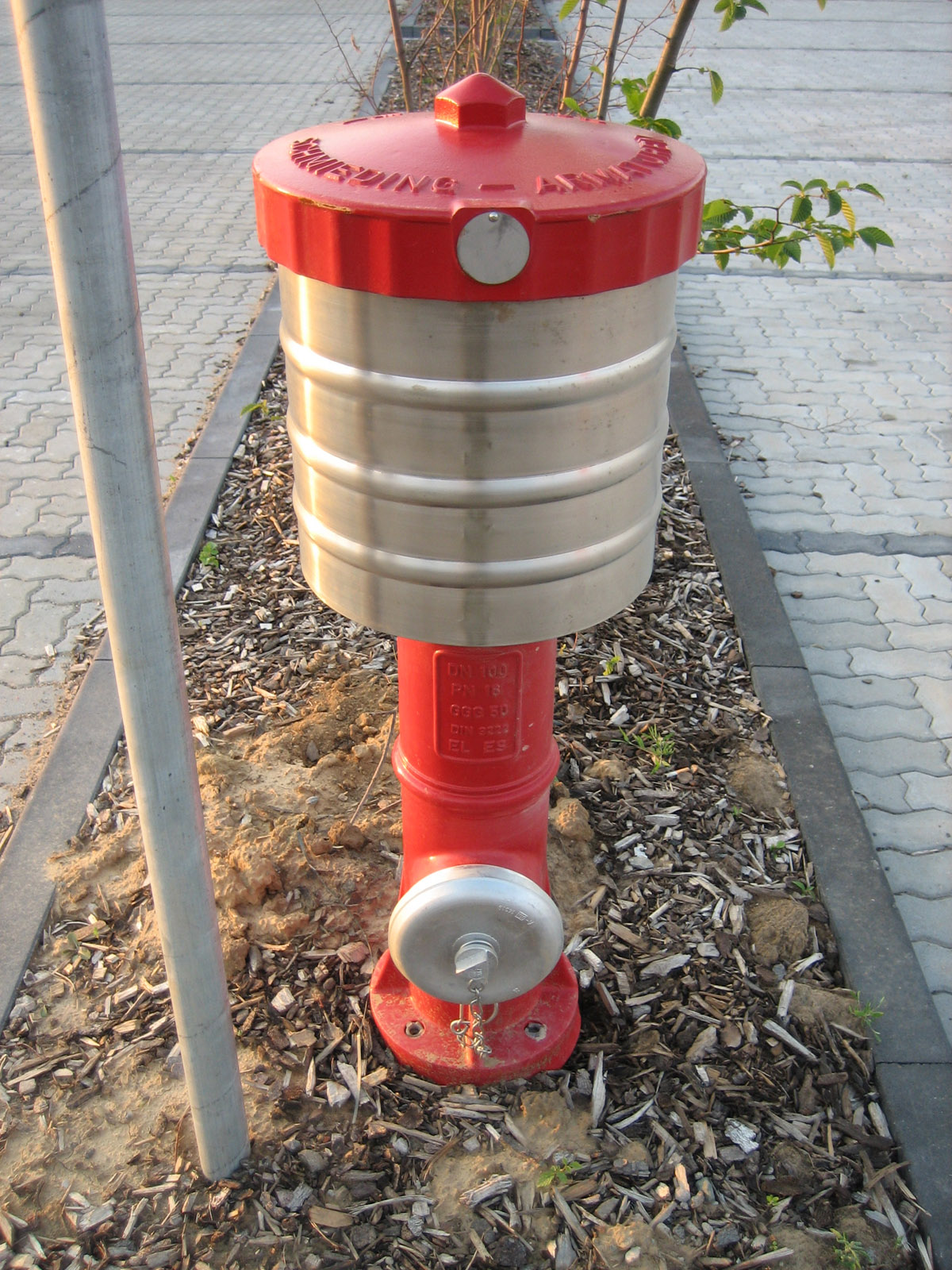
Überflurhydrant mit Fallmantel, neue Bauform

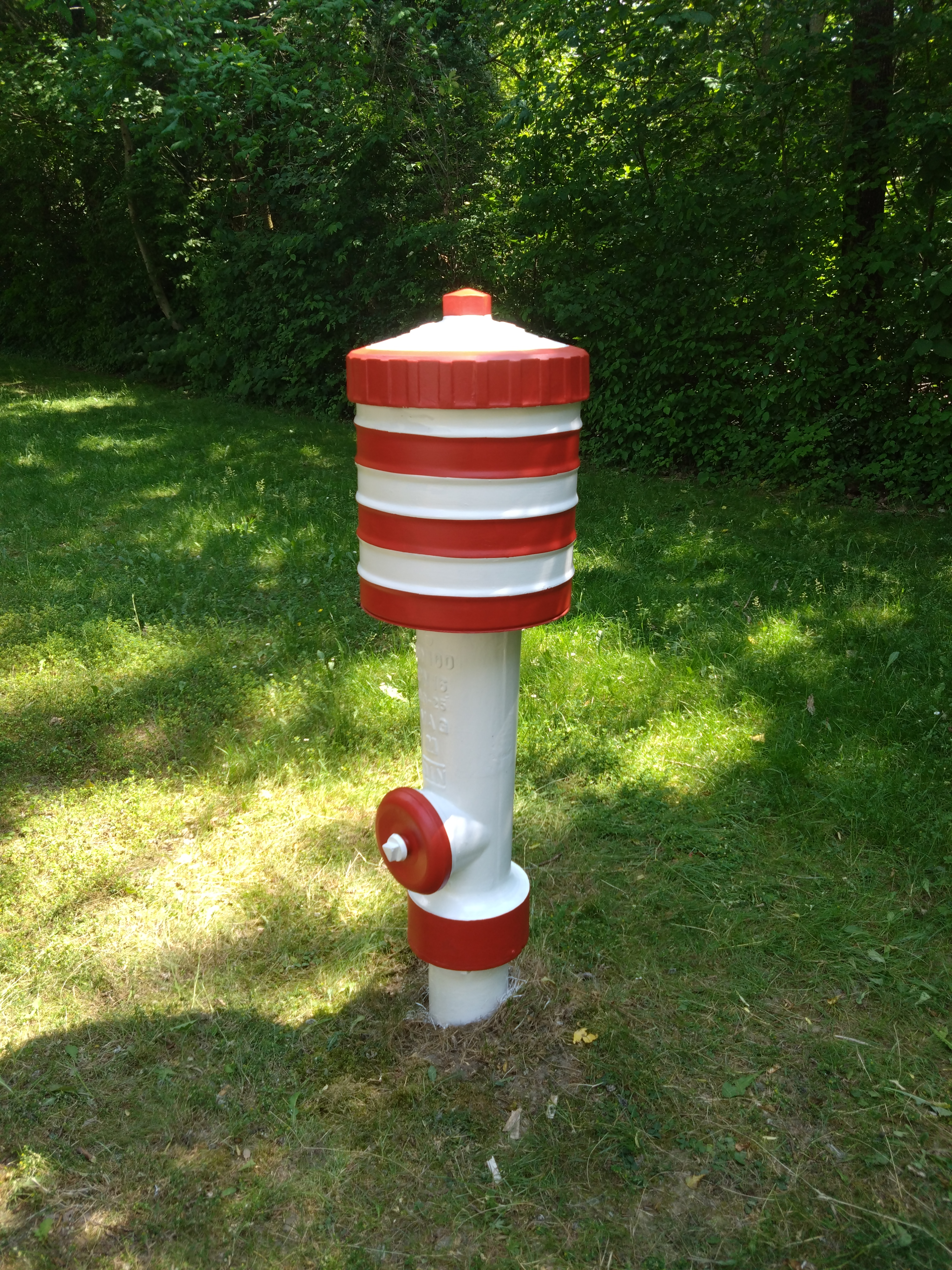
Überflurhydrant mit Fallmantel, alte Bauform

Der Fallmantelhydrant ist eine Unterart der Überflurhydranten. Die B-Abgänge, die jeweils ein eigenes Absperrorgan haben, werden mit einem Fallmantel verdeckt, der sie vor Verschmutzung und Beschädigung schützt. Der Abgang mit der Nenngröße A wird meist bei besonders gefährdeten Objekten, wie Flughäfen oder Industrieanlagen, verwendet.
Zur Inbetriebnahme des Hydranten wird mit dem Innendreikant am Hydrantenschlüssel eine Halterung im Hydrantenkopf gelöst, wodurch der Fallmantel herabgleitet und die oberen Entnahmeventile freigibt. Durch Drehen des gesamten Kopfes wird der Ventilkegel geöffnet, die in der Säule enthaltene Luft entweicht durch das einströmende Wasser über ein Entlüftungsventil, auch Merkbolzen genannt. Der Merkbolzen verhindert auch das Verschließen des Fallmantels, bevor der Hydrant nicht geschlossen und die Wassersäule über die selbsttätige Entleerung abgebaut wurde. So wird ein Einfrieren verhindert.

### Kippmantelhydrant oder „Alter Münchner“
In München existieren Kippmantelhydranten, die zu Anfang des 20. Jahrhunderts installiert worden waren. Im 21. Jahrhundert gibt es davon nur noch wenige funktionsfähige Armaturen. Diese Hydranten benötigen zum Betrieb einen besonderen Hydrantenschlüssel. Eine weitere Besonderheit sind die linksschließenden Ventile.

## Unterflurhydrant

### Überblick

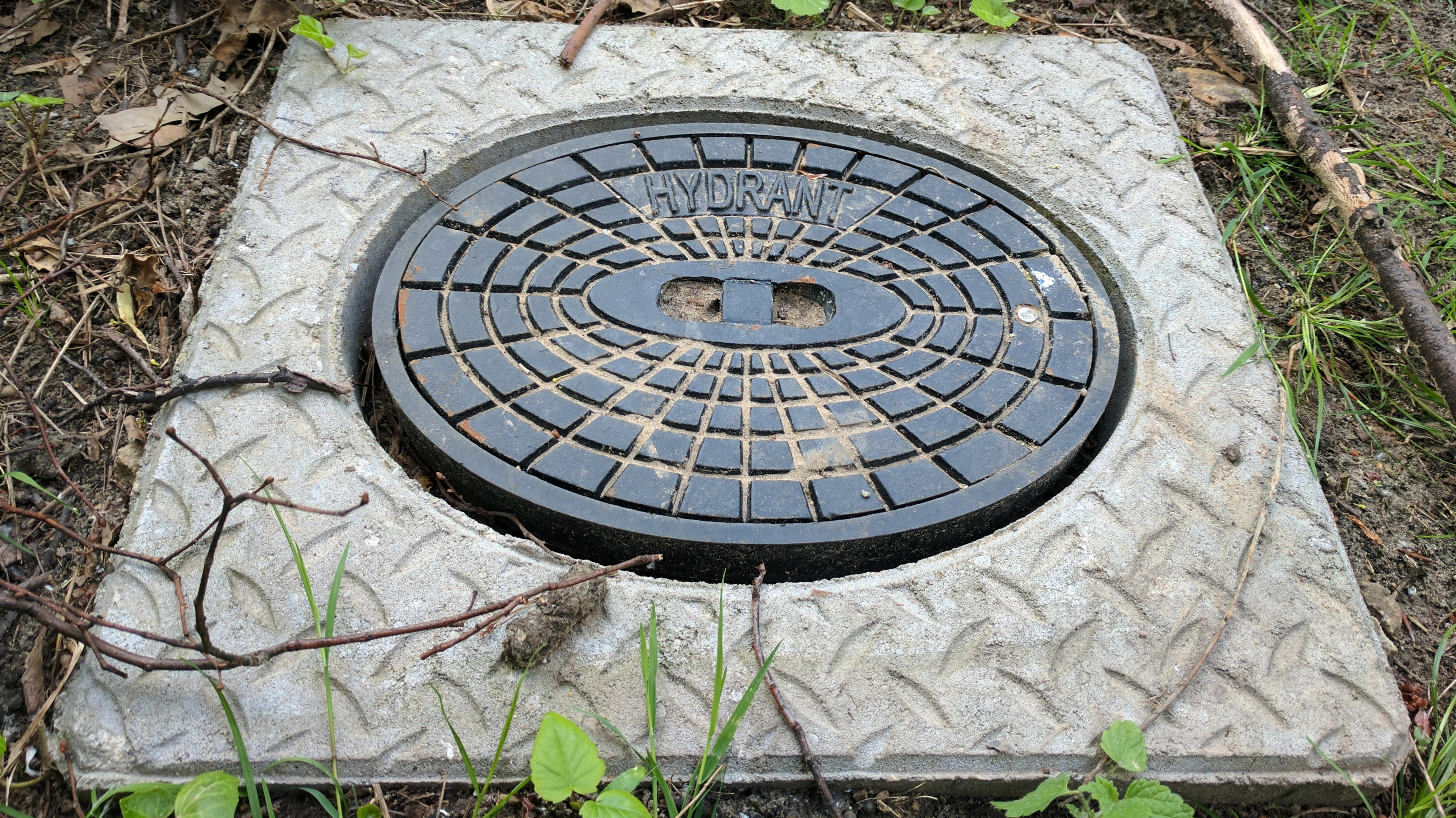
DIN-Hydrant
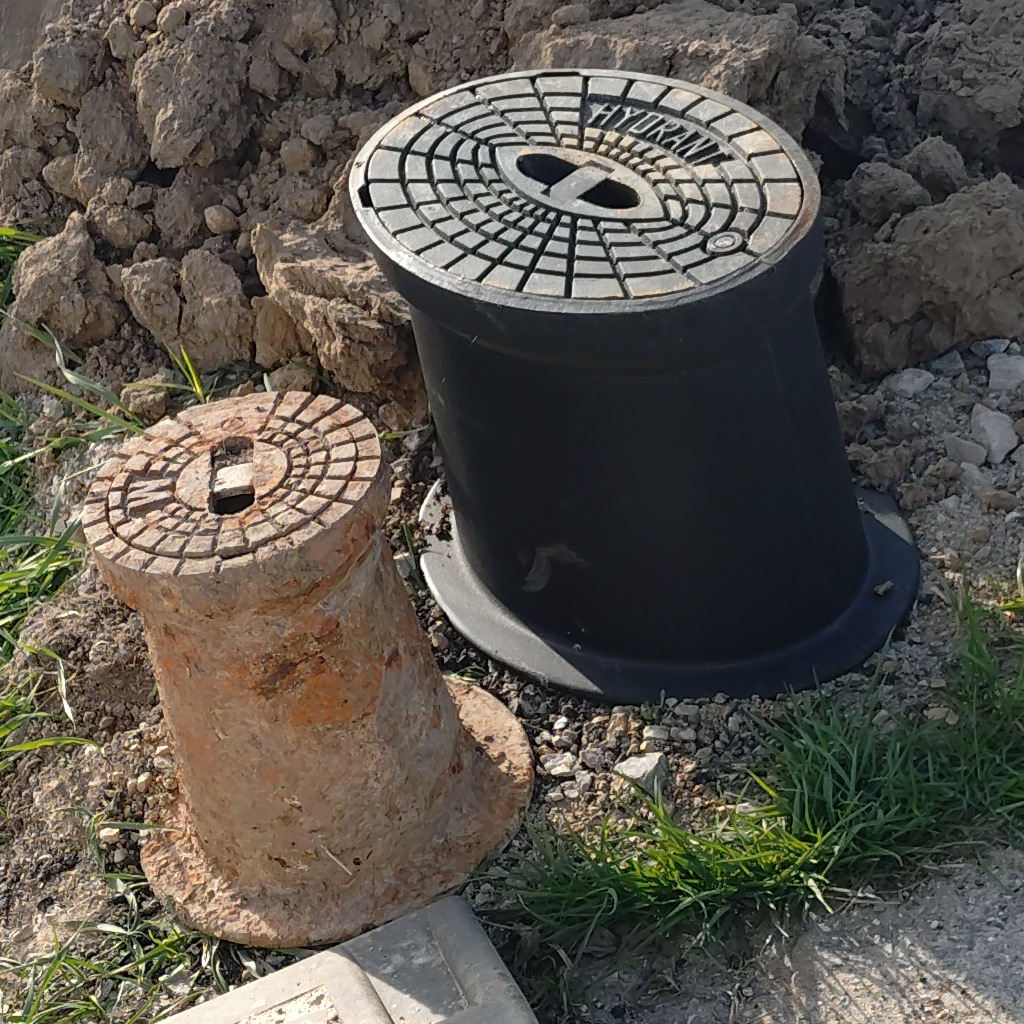
DIN-Hydrant (ausgebaut)
Hinweisschild zu einem Unterflur-Hydranten DN 300 (Nennweite 300 mm) 1,1 Meter links und 8,4 Meter vor dem Schild
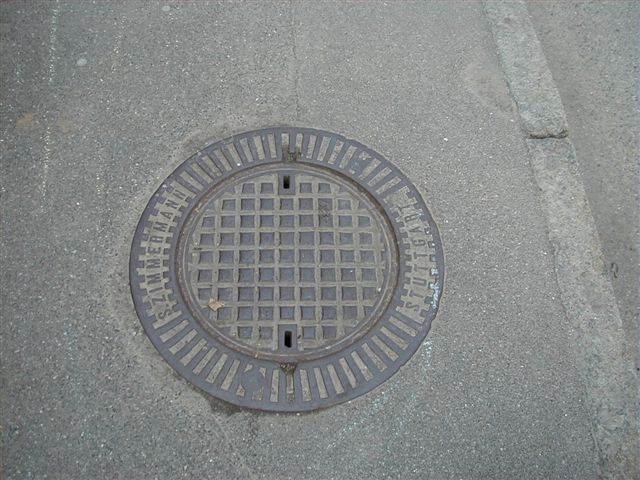
Württemberger Schachthydrant
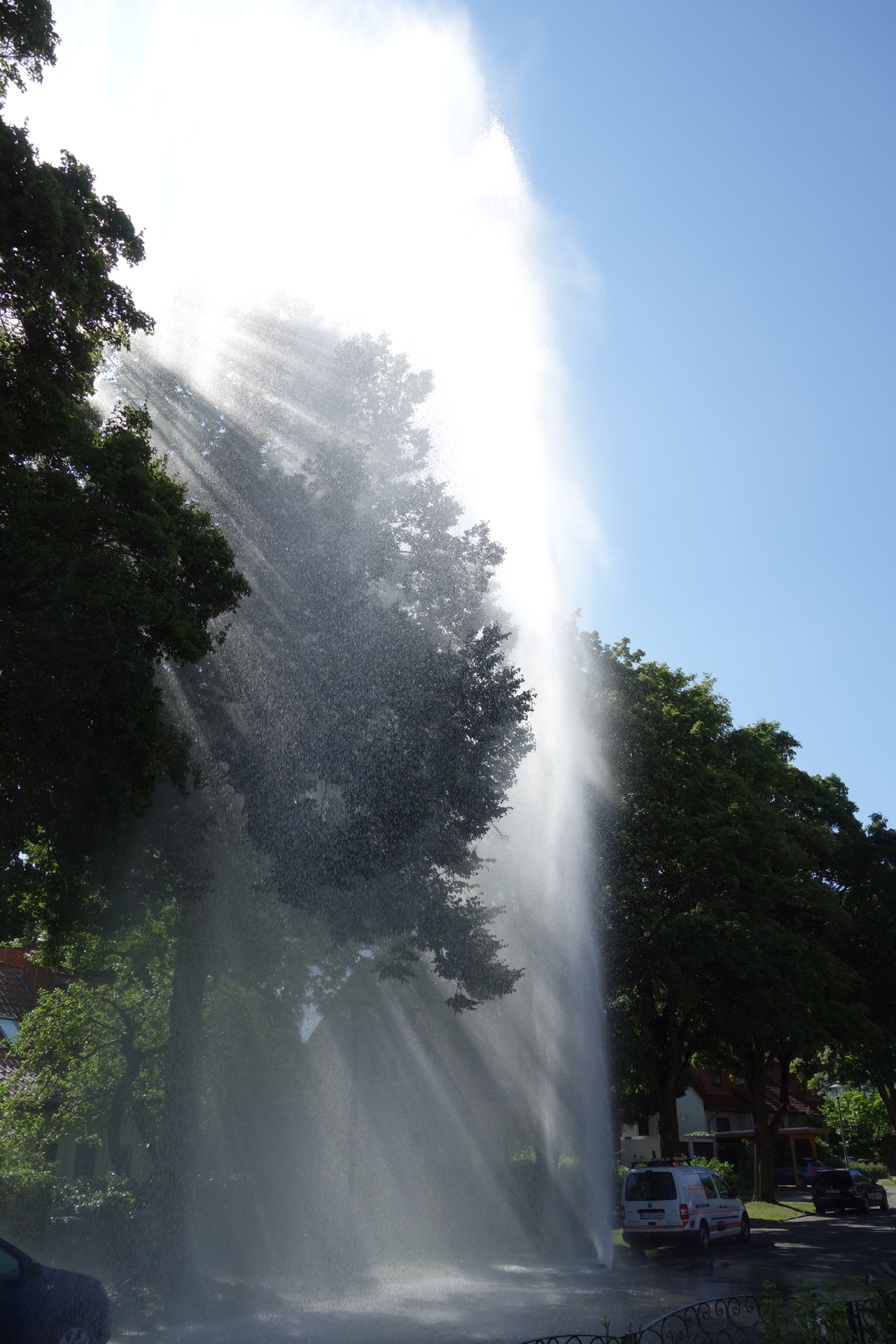
Fontäne eines defekten Unterflurhydranten
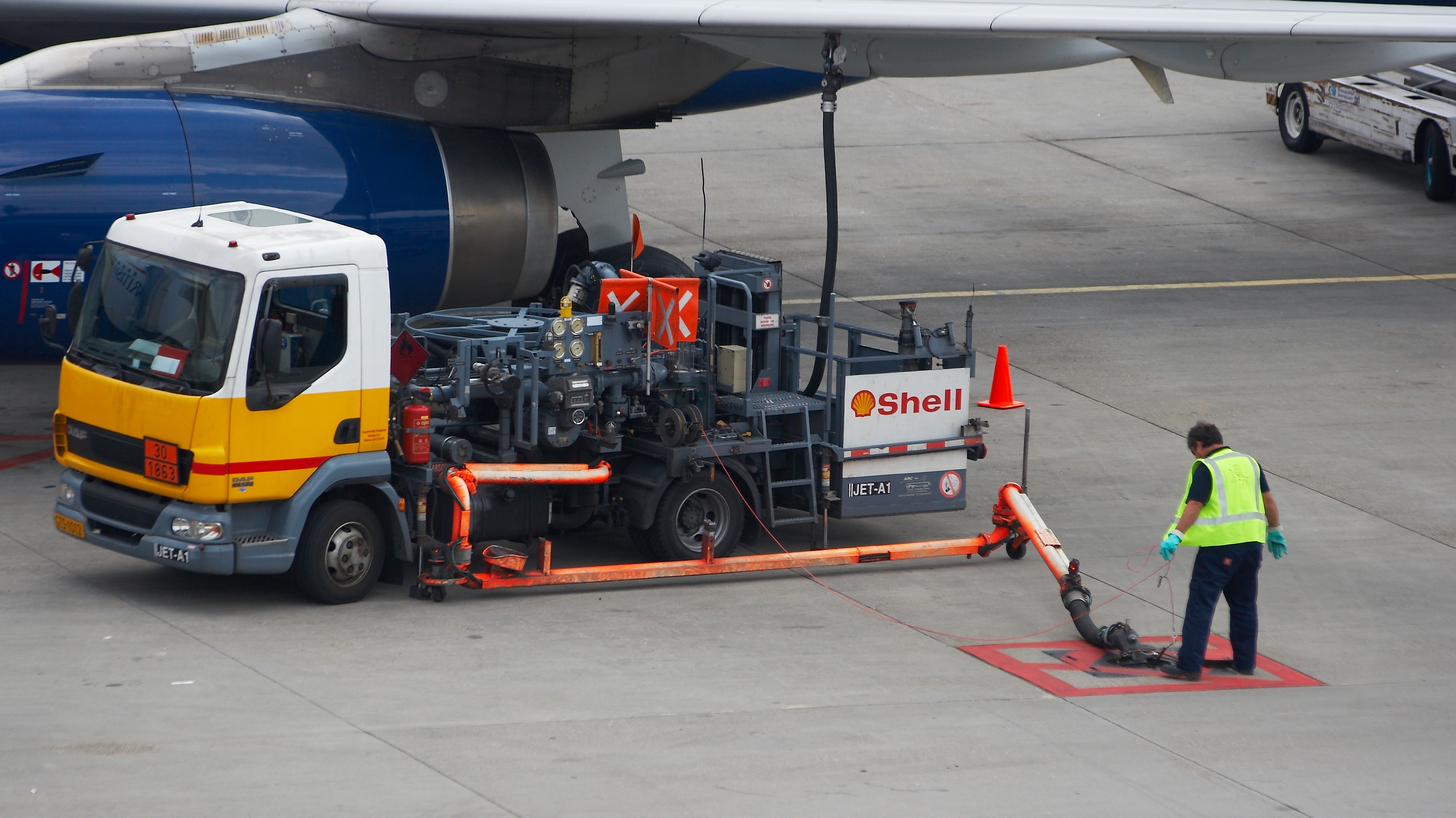
Flugzeugbetankung aus einem Hydranten einer Pipeline auf einem Flughafen
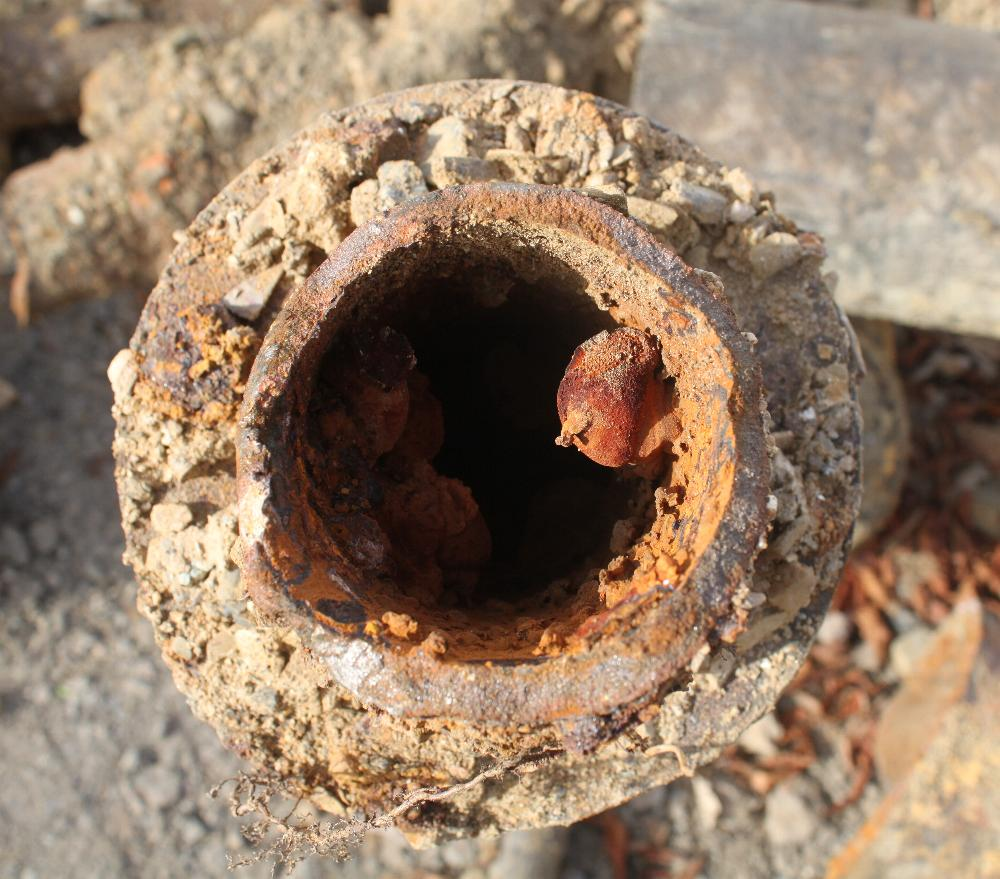
DN80 Leitung mit starkem Rost
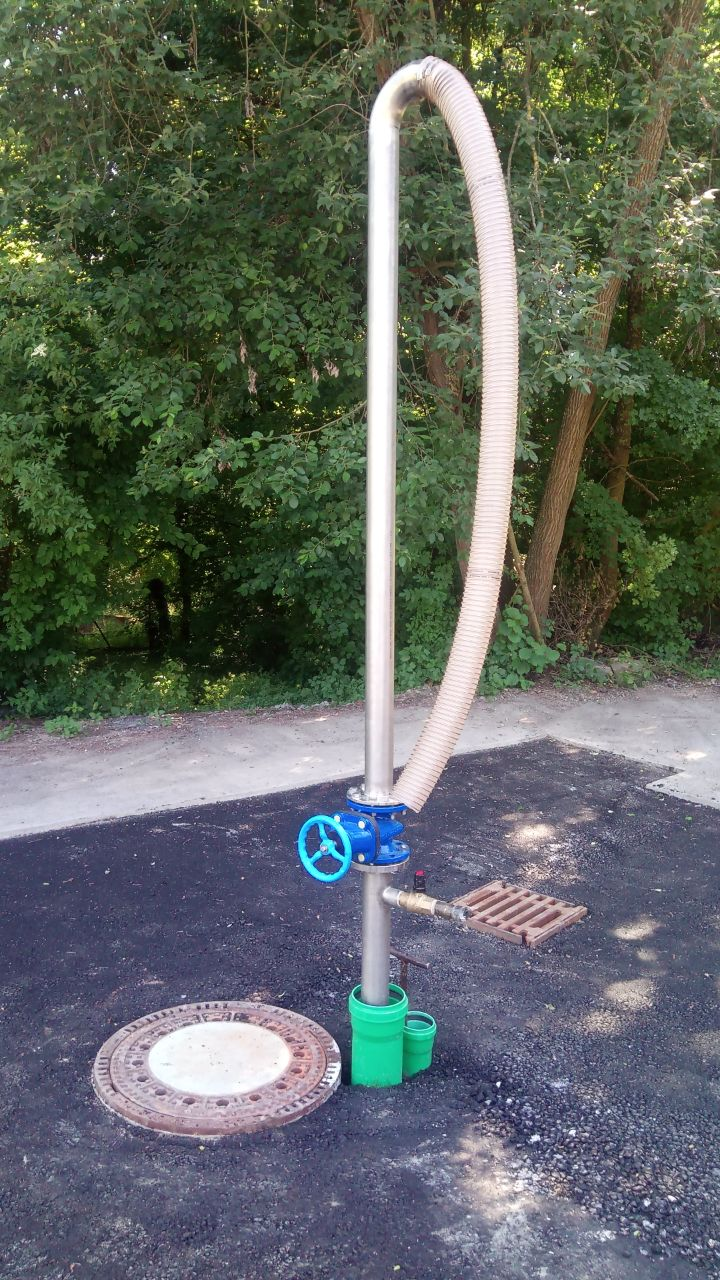
Unterflurhydrant mit Aufsatzrohr und Tankschlauch

Die Unterflurhydranten befinden sich unterhalb einer Hydrantenkappe, die in die Straße eingebaut wird. Der Deckel der Hydrantenkappe wird mit dem Schieberschlüssel ausgehoben und zur Seite geschwenkt, wodurch der Hydrantenfuß zugänglich wird.
Der Unterflurhydrant ermöglicht den Anschluss eines Standrohres. Unterflurhydranten haben den Nachteil, dass sie von Kraftfahrzeugen zugeparkt werden können oder durch Schnee oder Eis ihre Deckel festgefroren und somit oft nicht benutzbar sind. Das Festfrieren des Deckels in der Hydrantenkappe kann durch Einfetten beider Teile oder durch Einfügen einer Plastikfolie weitgehend vermieden werden, setzt jedoch eine regelmäßige Pflege voraus. Württemberger Schachthydranten sind gängig in Teilen Württembergs. Sie wurden bevorzugt, da diese etwa einen Meter tiefer als die normalen Unterflurhydranten sitzen, und somit die Gefahr des Zufrierens in kalten Wintern verringert wird. Schnee stellt dennoch insofern ein Problem aller Unterflurhydranten dar, dass die Schächte unter der Schneedecke verschwinden und erst gesucht werden müssen. Somit ist eine genaue Bezeichnung durch Hinweisschilder erforderlich, die die exakte Lage des Hydranten angeben. Die Hinweisschilder geben die seitliche und vorwärtige Entfernung des Hydranten vom Schild in Metern an. Die Fördermenge (in Litern/Minute) eines Unterflurhydranten kann mittels einer Faustformel aus dem 7- bis 10-fachen des Nenndurchmessers abgeschätzt werden (zum Beispiel: H80 ergibt min. 560 l/min bis max. 800 l/min). Die Faktorspanne ergibt sich aus dem Nutzungsgrad der Leitung, an die der Hydrant angeschlossen ist. Die maximale Fördermenge wird bei einer sauberen Leitung erreicht. In alten und wenig verwendeten Leitungen setzen sich Sedimente und Verkrustungen ab, die den nutzbaren Querschnitt der Leitung minimieren.

### Kennzeichnung im öffentlichen Raum
Spezielle Hydrantenhinweisschilder weisen im öffentlichen Raum auf Unterflurhydranten hin.

### Standrohr

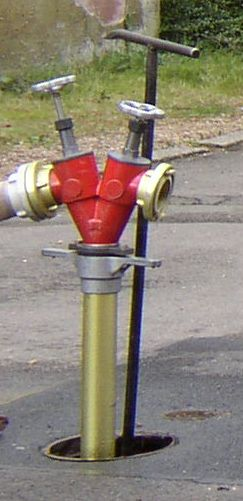
Standrohr im Unterflurhydranten

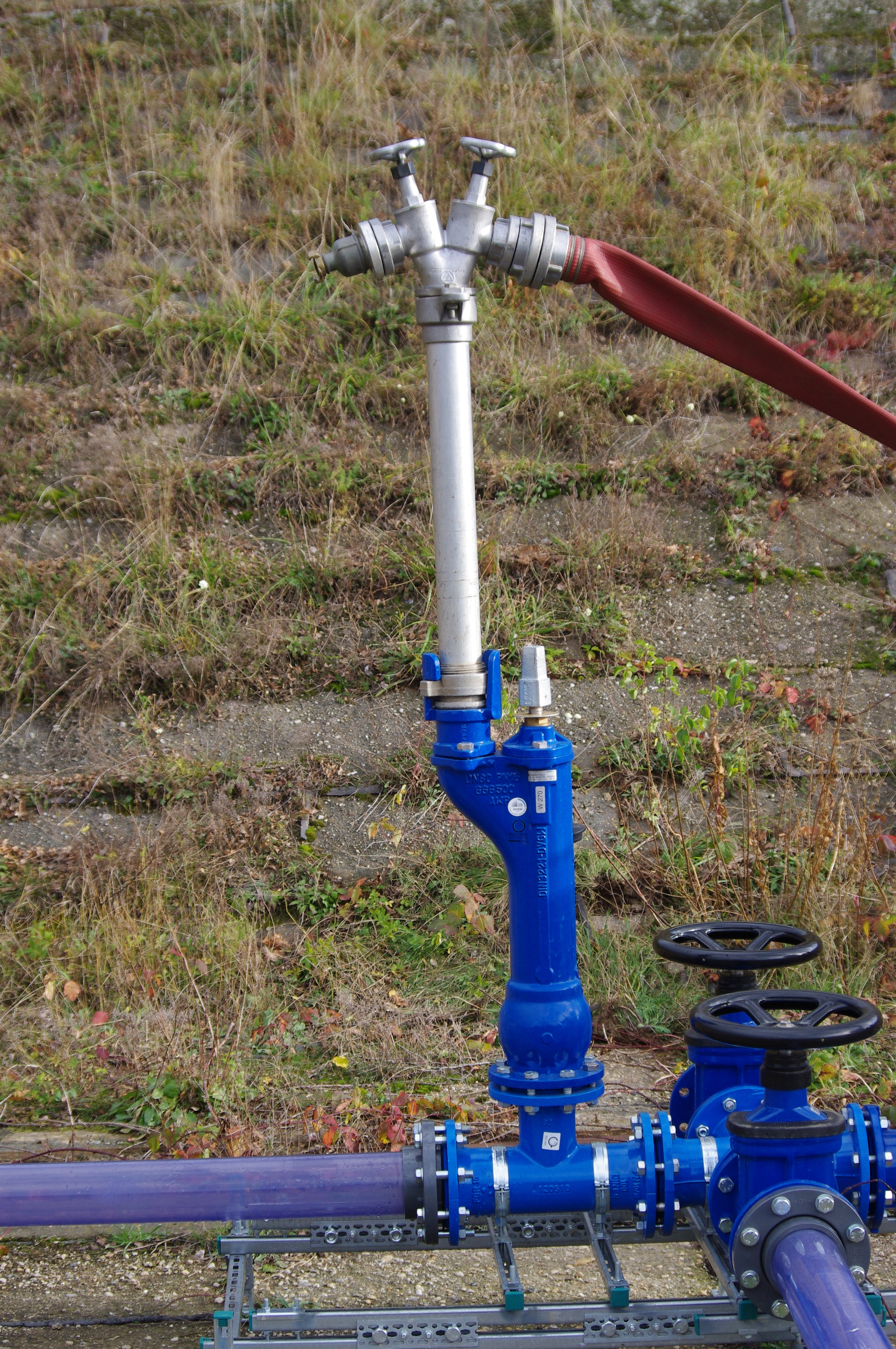
Oberirdisch aufgebauter Unterflurhydrant mit Standrohr

Das Standrohr ist eine wasserführende Armatur zur Wasserentnahme aus dem öffentlichen Versorgungsnetz über Unterflurhydranten. Es besteht aus einem langen Standrohrunterteil mit einem Griffstück, einer Klauenmutter am Fuß des Rohres mit einem Dichtring sowie einem kurzen Standrohroberteil mit Stopfbuchse und Stopfbuchsbrille. Oberhalb davon befinden sich zwei Niederschraubventile mit ein bis zwei Festkupplungen. In neueren Standrohren werden immer häufiger auch Rückflussverhinderer eingebaut, um das Zurückfließen von Wasser aus dem angeschlossenen Schlauch zu verhindern, da es auf diese Weise zu Verunreinigungen des Trinkwassernetzes kommen kann.
Das Standrohr wird mit dem Griffstück durch Rechtsdrehen auf dem Hydrantensitz befestigt, wobei die Klauenmutter in der Klaue des Unterflurhydranten festgehalten und hochgeschraubt wird; dadurch wird der Dichtring fest auf den Unterflurhydranten gepresst und schließt diesen auch bei höheren Drücken dicht ab.
Die Stopfbuchsbrille ist durch zwei Schrauben mit dem Griffstück verbunden, somit kann das Standrohroberteil durch die Stopfbuchse in eine günstigere Lage gedreht werden; dies sollte grundsätzlich durch Rechtsdrehen geschehen, um zu verhindern, dass sich die Klauenmutter aus der Klaue herausdreht und das Standrohr unter Druck in die Höhe schießt.
Die Festkupplungen ermöglichen den gleichzeitigen Anschluss von zwei Schlauchleitungen an das Standrohr. Vor ihnen befinden sich die Niederschraubventile, welche in geöffnetem Zustand den gesamten Durchflussquerschnitt freigeben müssen. Dabei müssen etwaige Undichtigkeiten durch die Konstruktion der Ventile leicht zu beheben sein. Die Ventilteller sind drehbar und gegen selbstständiges Lösen gesichert.
Standrohre für die Feuerwehr sind mit zwei B-Festkupplungen nach DIN 14375 genormt. Sie wiegen nicht mehr als 7,5 kg und sind bei 25 bar auf Dichtigkeit geprüft, die Absperrorgane jeweils auf 16 bar. Standrohre mit zwei C-Festkupplungen sind nicht mehr genormt.
Um ein Standrohr verwenden zu können, wird ein Schieberschlüssel benötigt, mit welchem der Hydrantenschacht sowie der Hydrant selbst geöffnet werden. Bevor die Schlauchleitung an den Hydranten angeschlossen wird, muss dieser über das Standrohr gespült werden, damit Steine und Verunreinigungen aus der Leitung die Feuerlöschpumpe nicht beschädigen können. Außerdem muss das Standrohr gegen den Straßenverkehr gesichert werden.
Neben dem durch die DIN 14375 einheitlich genormten Standrohr werden gelegentlich auch die 1,95 m langen Standrohre für Württemberger Schachthydranten eingesetzt.

Teilschnitt eines Unterflurhydranten mit Fußventil

Alle Hydrantentypen haben ein Fußventil, das auch gleichzeitig der Entleerung dient. Dieses Ventil wird über ein Gestänge von oben her mit dem Hydranten- bzw. Schieberschlüssel beim Unterflurhydranten bewegt. Im Normalfall ist der Hydrant wasserfrei und kann daher auch nicht einfrieren. Die Entleerung erfolgt entweder über ein Schotterbett oder die Regenwasserkanalisation.
Standrohre werden auch durch die Wasserversorger für die Trinkwasserversorgung bei Volksfesten, Messen und ähnlichen Veranstaltungen genutzt. Häufig sind sie dann mit einem Wasserzähler ausgestattet.

## Hydrantenverzeichnis
Als Hydrantenverzeichnis oder Hydrantenplan bezeichnet man einen Straßenplan, in dem alle Hydranten, offene Gewässer und unterirdische Löschwasserbehälter eingetragen sind. Die Karte wird meist vom zuständigen Wasserversorger oder städtischen Amt gepflegt. In Deutschland sind in vielen Fällen diese Pläne auch digital abrufbar.
Einige Feuerwehren halten Hydrantenverzeichnisse inzwischen im Feuerwehrfahrzeug oder im Mannschaftsraum bereit, damit die Lage von Hydranten bereits bei der Anfahrt zur Einsatzstelle erkundet und die Fahrzeugaufstellung entsprechend festgelegt werden kann. Auch mittels Smartphone sind oft Hydrantenstandorte abrufbar.
Innerhalb des Projektes OpenStreetMap ist für den D-A-CH-Bereich die Spezialkarte OpenFireMap im Aufbau. Diese zeigt die Lage und weitergehende Informationen zu Feuerwehrhäusern, Hydranten und medizinischen Notaufnahmen.

## Relevante Normen / Regelwerke
In Deutschland und Österreich sind die maßgeblichen Normen größtenteils mit der Europäischen Norm harmonisiert. Außerdem sind innerhalb der Normen noch Freiräume sowohl in der Anwendung als auch in der Konstruktion, die hier nicht detailliert beschrieben sind.
- DIN EN 14339 „Unterflurhydranten“ (Ersatz für DIN 3221)
- DIN EN 14384 „Überflurhydranten“ (Ersatz für DIN 3222)
- DIN 3321 „Anforderungen und Anerkennungsprüfungen für Hydranten“
- ÖNORM F 2010
- EN 1074-6 „Armaturen für die Wasserversorgung – Anforderungen an die Gebrauchstauglichkeit und deren Prüfung – Teil 6: Hydranten“
- DVGW e. V.: Technische Mitteilung, Merkblatt W 331, Auswahl, Einbau und Betrieb von Hydranten. DVGW Deutsche Vereinigung des Gas- und Wasserfachs e. V., Bonn 2006, ISSN 0176-3504.
- DVGW e. V.: Technische Regel, Arbeitsblatt W 405, Bereitstellung von Löschwasser durch die öffentliche Trinkwasserversorgung. DVGW Deutsche Vereinigung des Gas- und Wasserfachs e. V., Bonn 2008, ISSN 0176-3504.

## Internationale Unterschiede

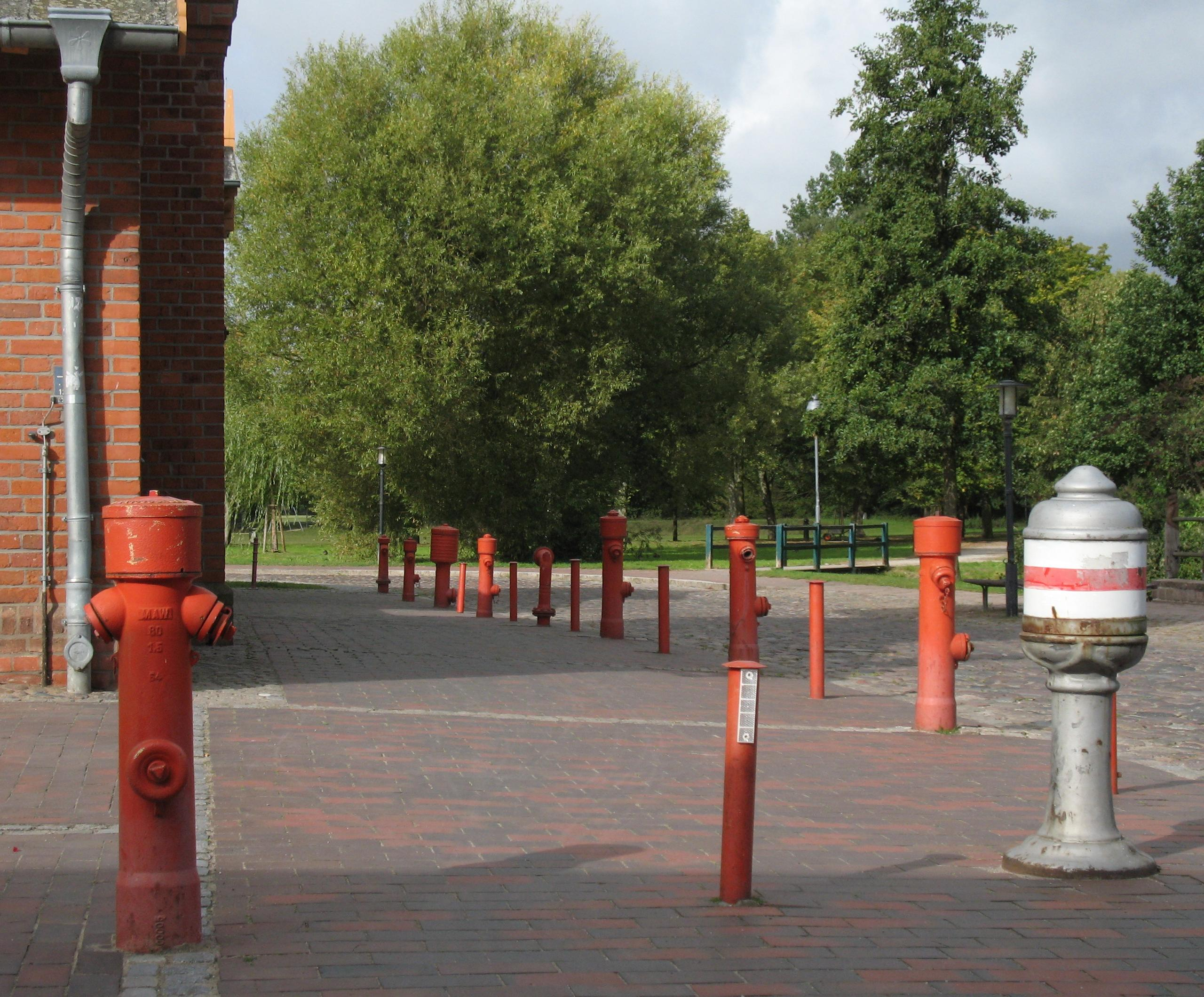
Hydranten am Feuerwehr-Museum in Teterow

Das öffentliche Wasserleitungsnetz ist in Mitteleuropa unterhalb der Frostgrenze im Erdreich verlegt. Hydranten verfügen über ein Absperrelement (Schieber), das ebenfalls in entsprechender Erdtiefe angebracht ist. Nach dem Schließen des Absperrelements wird die Rohrleitung zwischen Absperrelement und Hydrant (Steigleitung) mittels eines Ventils entleert, so dass die Frostsicherheit wiederhergestellt wird. Im internationalen Sprachgebrauch spricht man hier von einem „dry barrel“-Hydranten.
In Gebieten ohne Frostgefahr ist diese Anordnung nicht notwendig. Die Steigleitung bleibt wassergefüllt. Absperrelemente sind nur oberirdisch bzw. direkt unter Erdgleiche vorhanden. Dieser Typ wird „wet barrel“-Hydrant genannt.